# Autonome Gemeinschaften Spaniens
Als autonome Gemeinschaften (spanisch Comunidades Autónomas, abgekürzt CCAA) werden 17 Gebietskörperschaften bezeichnet, die Regionen Spaniens repräsentieren. In Artikel 2 der spanischen Verfassung von 1978 wurde festgestellt, dass die spanische Nation aus „Nationalitäten und Regionen“ zusammengesetzt ist. Dementsprechend wurden den autonomen Gemeinschaften durch Autonomiestatute Kompetenzen in Gesetzgebung und Vollzug zugesichert. Welche Rechte diese Statuten jeweils bestätigen, ist von Gemeinschaft zu Gemeinschaft unterschiedlich.
Titel VIII der spanischen Verfassung regelt die Bildung und die Kompetenzen dieser regionalen Gebietskörperschaften. Sieben der 17 autonomen Regionen bestehen nur aus einer Provinz, die übrigen aus mehreren (bis zu neun) Provinzen. Dazu kommen noch die beiden „autonomen Städte“ (ciudades autónomas) Ceuta und Melilla.

## Geschichte

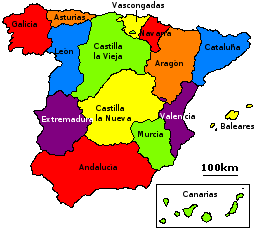
Historische Regionen Spaniens von 1833

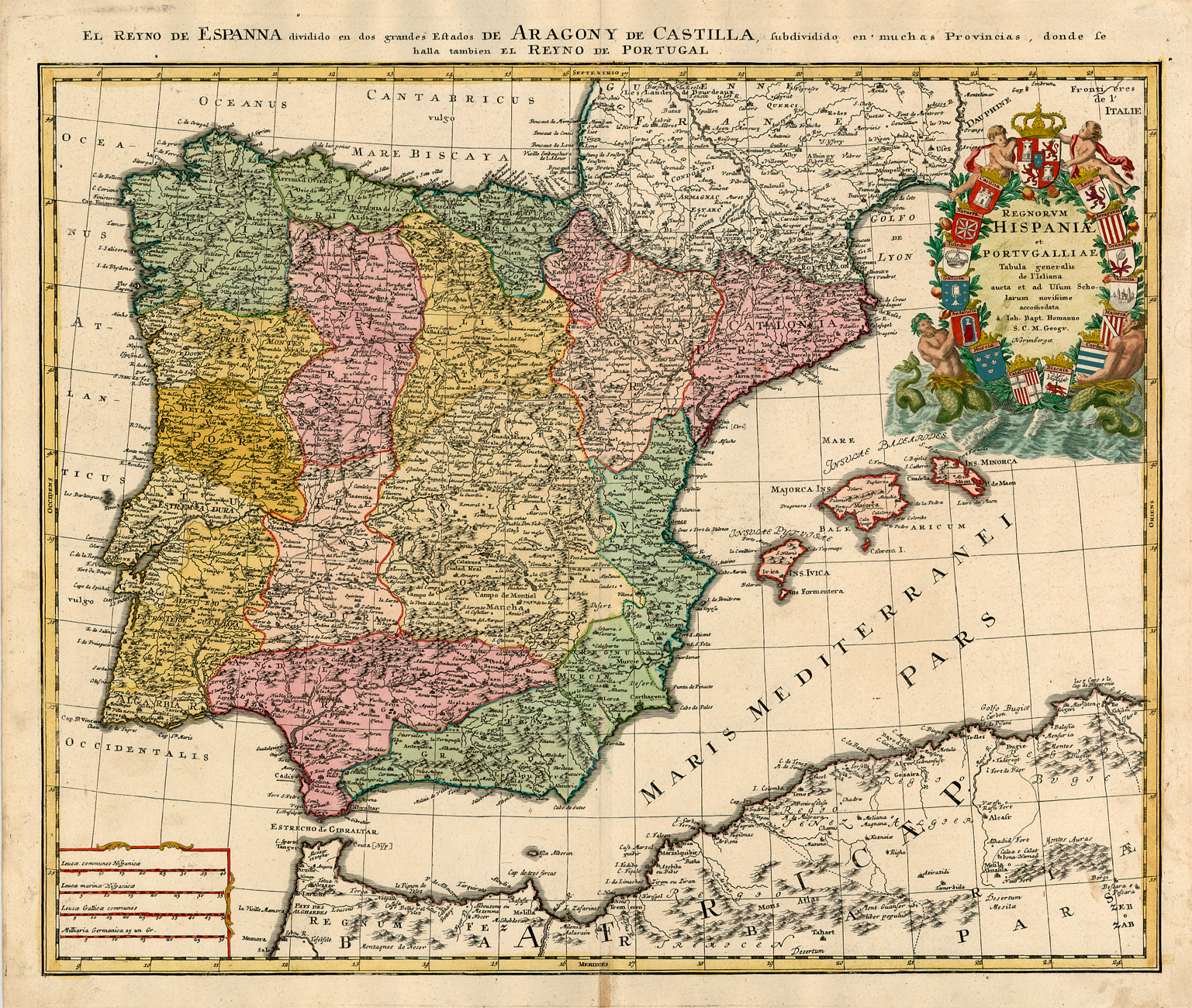
Ältere Gliederung (Karte von 1728)

Auch nach der Vereinigung Spaniens unter einer Monarchie durch die Heirat der Katholischen Könige (1469) behielten die Einzelreiche der Kronen von Kastilien-León, Aragon und Navarra ihre eigenen Rechtsordnungen, Institutionen und Verwaltungen. Diese wurden erst Anfang des 18. Jahrhunderts unter den Bourbonen abgeschafft und Spanien unter Zugrundelegung des kastilischen Rechtssystems als Zentralstaat (mit fortbestehenden foralen Sonderrechten für Navarra und die baskischen Territorien) organisiert. Hierbei blieb es bis zur Zeit der Zweiten Republik (1931–1939).
Während der Zweiten Republik traten Autonomiestatute für Katalonien (1932) und das Baskenland (1936) in Kraft. Das Autonomiestatut für Galicien wurde zwar ebenfalls per Volksabstimmung in dieser Region angenommen, trat aber wegen des Ausbruchs des Bürgerkriegs nicht mehr in Kraft.
Unter der Franco-Diktatur (1936–1975) wurden die Autonomien abgeschafft und die Autonomiebestrebungen rigide unterdrückt bis hin zum Verbot des Gebrauchs der katalanischen, baskischen und galicischen Sprache in der Öffentlichkeit.
Die Provinzen bestanden als territoriale Gliederungen mit rein administrativer Funktion seit 1833.

## Vorautonomien 1978

Regionen mit Präautonomie-Regelungen

Nach dem Tod Francos begann der Übergang zur Demokratie (transición), wobei die Wiederherstellung der Autonomierechte aus der Zeit vor der Franco-Diktatur einer der Hauptstreitpunkte war. Die Ansichten reichten von einer Beibehaltung des Einheitsstaats über die Errichtung eines föderalen Systems bis hin zu Unabhängigkeitsbestrebungen im Baskenland und Katalonien.
Bei den ersten freien Parlamentswahlen am 15. Juni 1977 zu den Cortes Generales erzielten die Regionalparteien (im spanischen Sprachgebrauch: „Nationalisten“) in Katalonien und dem Baskenland hohe Stimmanteile (Katalonien: PDPC, UDC und EC-FED zusammen 27 % der Stimmen und 14 von 47 Sitzen; Baskenland: PNV und EE zusammen 35 % und 9 von 21 Sitzen.)
Unter dem Eindruck dieser Ergebnisse wurden durch die Regierung per Gesetzesdekret zunächst für Katalonien (September 1977)
und das Baskenland (Januar 1978)
vorläufige Autonomieregelungen („Präautonomien“) getroffen. Um die Sonderstellung dieser beiden Landesteile zu relativieren,
wurden von März bis Oktober 1978 in weiteren elf Regionen (Galicien, Aragonien, Kanaren, Valencia, Andalusien, Balearen, Extremadura, Kastilien-León, Asturien, Murcia und Kastilien-La Mancha) Präautonomien eingerichtet.
Die Organe der Präautonomien verfügten sämtlich nur über exekutive und noch nicht über gesetzgeberische Kompetenzen.
Ebenfalls 1978 entstand die neue demokratische Verfassung; sie trat am 29. Dezember 1978 in Kraft.

## Verfassungsrechtlicher Rahmen
Art. 2 der Verfassung vom 29. Dezember 1978 lautet:

„Die Verfassung gründet sich auf die unauflösliche Einheit der spanischen Nation, gemeinsames und unteilbares Vaterland aller Spanier, und anerkennt und gewährleistet das Recht auf Autonomie der Nationalitäten und Regionen, die Bestandteil der Nation sind, und die Solidarität zwischen ihnen.“

Damit wurde ein Mittelweg zwischen den Extrempositionen – Einheitsstaat auf der einen und Bundesstaat auf der anderen Seite – gewählt, der „Staat der Autonomien“ (Estado autonómico). Die Ausgestaltung dieses Grundsatzes in den Artikeln 143 bis 158 der Verfassung stellt einen Minimalkonsens
der widerstreitenden Interessen dar. Es handelt sich nicht um eine ins Detail gehende abschließende Regelung, sondern um die Vorgabe eines flexiblen Rahmens für die zukünftige, im Ergebnis offene Entwicklung.
Dies beginnt schon damit, dass die Autonomen Gemeinschaften nicht durch die Verfassung selbst konstituiert werden, sondern nur der Prozess ihrer späteren Bildung geregelt wird. So wurden nicht die schon bestehenden „Präautonomien“ (s. o.) fortgeschrieben, sondern es war durchaus auch eine von diesen abweichende Gliederung denkbar. Auch findet sich keine abschließende Kompetenzverteilung zwischen dem Zentralstaat und den Autonomen Gemeinschaften; eine solche Regelung bleibt den später zu verabschiedenden Autonomiestatuten vorbehalten.
Theoretisch sind damit nach der Verfassung gänzlich „autonomiefreie“ Landesteile ebenso denkbar wie das Nebeneinanderbestehen von Autonomen Gemeinschaften mit rein exekutiven Befugnissen und solchen mit weitreichenden, auch legislativen Kompetenzen, ebenso eine flächendeckende Aufteilung des Staatsgebiets in mächtige Autonome Gemeinschaften, bei der dem Zentralstaat nur noch die ihm durch die Verfassung exklusiv zugewiesenen Kompetenzen verbleiben würden.
In der Abstimmung über diese Verfassung am 6. Dezember 1978 hatte allerdings im Baskenland fast die Hälfte aller Stimmberechtigten mit Nein gestimmt oder war erst gar nicht zu den Urnen gegangen. Spanienweit hatte die Beteiligung dagegen bei zwei Dritteln gelegen, von denen 87 % zugestimmt hatten.

### Kompetenzverteilung
Die Verteilung der Kompetenzen zwischen dem Staat und den Autonomen Gemeinschaften ergibt sich aus den jeweiligen Autonomiestatuten, die festlegen, welche Kompetenzen die jeweilige Region übernimmt. Hierfür gibt die Verfassung folgenden Rahmen vor:
Art. 149.1 enthält eine Liste der exklusiv dem Staat vorbehaltenen Kompetenzmaterien.
Auf allen anderen Gebieten können die Autonomen Gemeinschaften Exekutiv- und Legislativ-Kompetenzen übernehmen, soweit ihre jeweiligen Autonomiestatute dies vorsehen. Dabei enthält Art. 148.1 eine Liste derjenigen Kompetenzmaterien, die die Autonomen Gemeinschaften schon bei ihrer erstmaligen Konstituierung übernehmen können (nicht müssen). Diese anfängliche Beschränkung gilt nicht für die Autonomen Gemeinschaften des „schnellen Wegs“, für die schon bei ihrer Gründung nur die Grenze des Art. 149 gilt. Die restlichen Autonomen Gemeinschaften können andere als die in Art. 148.1 vorgesehenen Kompetenzen erst nach Ablauf von fünf Jahren seit ihrer Konstituierung durch Reform des jeweiligen Autonomiestatuts erlangen.
Da sowohl die erstmalige Verabschiedung eines Autonomiestatuts als auch dessen Reform die Zustimmung durch das staatliche Organgesetz erfordern, handelt es sich bei der Festlegung der Kompetenzverteilung um einen Prozess, an dem sowohl die jeweilige Autonome Gemeinschaft als auch der Staat beteiligt sind und der somit einen Konsens beider Ebenen erfordert.
Die Kompetenzverteilung zwischen dem Staat und den einzelnen Autonomen Gemeinschaften ergibt sich daher aus einer Zusammenschau der Verfassung und der Autonomiestatute, die im juristischen Sprachgebrauch in diesem Kontext zusammenfassend als bloque de constitucionalidad bezeichnet werden.
Bei der Umsetzung dieser Kompetenzordnung haben sich in den Autonomiestatuten für die verschiedenen Sachgebiete drei Kompetenzstufen herausgebildet:
- exklusive Kompetenz: Legislative und Exekutive sind Sache der Autonomen Gemeinschaft;
- „geteilte“ Kompetenz: die Autonome Gemeinschaft kann die Rahmengesetzgebung des Staates durch eigene Gesetze ausfüllen, außerdem steht ihr die Ausführung durch ihre Verwaltungen zu;
- reine Vollzugskompetenz: der Autonomen Gemeinschaft obliegt lediglich die Ausführung  der staatlichen Gesetze durch ihre Verwaltungen.

So verfügt zum Beispiel Aragonien auf dem Gebiet des Verbraucherschutzes über die exklusive, auf dem Gebiet des Umweltschutzes über die „geteilte“ und auf dem Gebiet des Arbeitsschutzes nur über die Vollzugskompetenz.
Die Judikative ist gemäß Art. 149 der Verfassung dem Staat vorbehalten. Anders als beispielsweise in Deutschland, wo alle Gerichte – bis auf die Bundesgerichte – Landesgerichte sind, also in der Trägerschaft der Teilstaaten stehen, ist in Spanien der Zentralstaat Träger sämtlicher Gerichte, und nicht die Autonomen Gemeinschaften. Das spanische Modell steht damit in Übereinstimmung mit dem österreichischen, das ebenfalls nur Gerichte des Zentralstaats kennt.
Schließlich kann der Staat nach Art. 150 auch außerhalb des Systems der Autonomiestatute durch Einzelgesetz staatliche Befugnisse den Autonomen Gemeinschaften übertragen oder an sie delegieren.

### Bildung der Autonomen Gemeinschaften

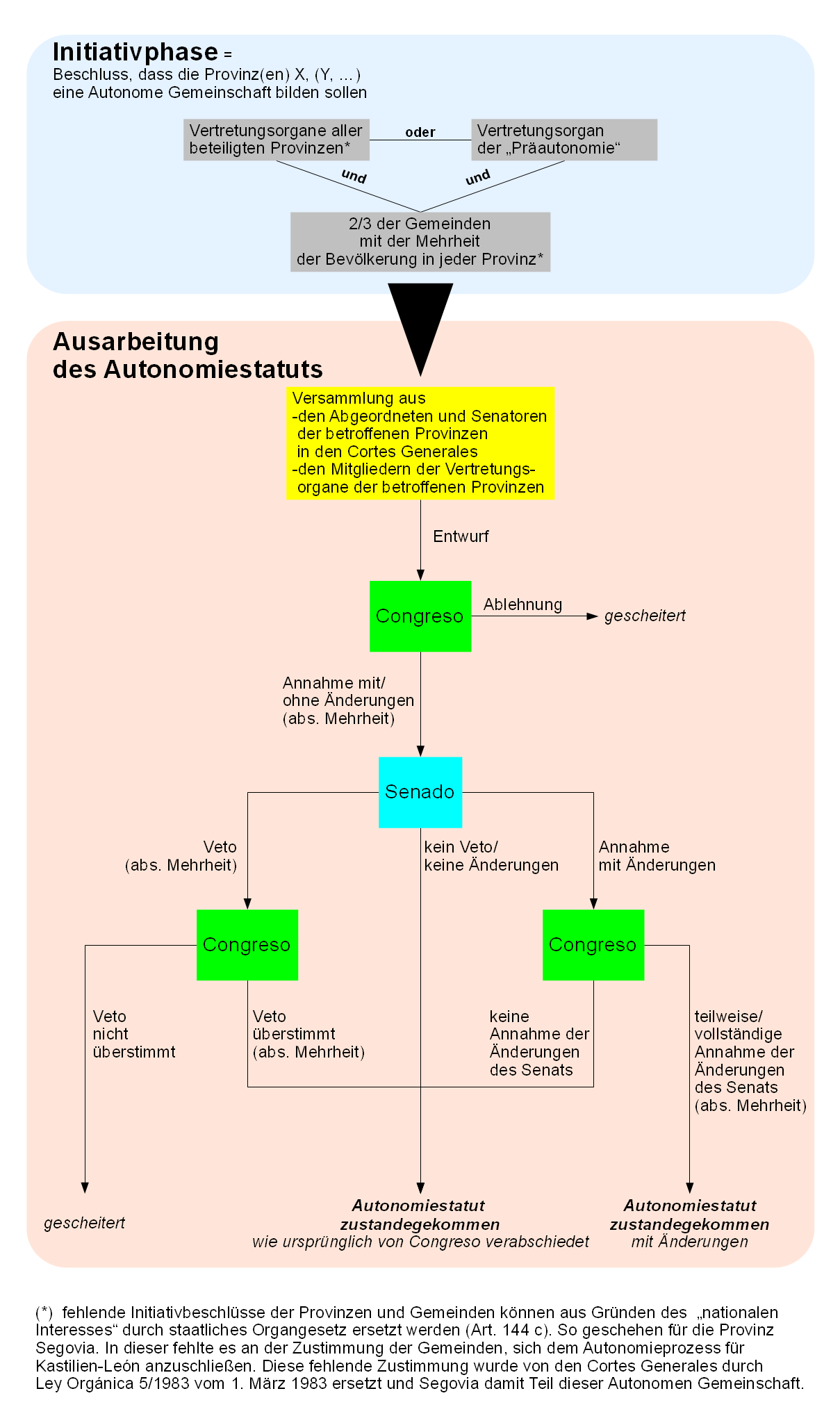
Konstituierungsprozess einer Autonomen Gemeinschaft des „langsamen Wegs“

Als Autonome Gemeinschaften können sich nach Art. 143.1 der Verfassung konstituieren:
- benachbarte Provinzen mit gemeinsamen historischen, kulturellen und wirtschaftlichen Gegebenheiten
- die Inselgebiete (Balearen und Kanaren)
- Einzelprovinzen mit eigener regional-historischer Identität

Der Konstituierungsprozess unterscheidet sich danach, ob von Anfang an die „Vollautonomie“ ohne Beschränkung auf die Kompetenzmaterien des Art. 148.1 (s. o.) erstrebt wird (sogenannter „schneller Weg“) oder nicht (sogenannter „langsamer Weg“). Was den Prozess selbst angeht, ist die Bildung einer Autonomen Gemeinschaft des „schnellen Wegs“ umständlicher als einer solchen des „langsamen Wegs“.
Man unterscheidet die Initiativphase und die Phase der Ausarbeitung des Autonomiestatuts:
Die Initiativphase besteht lediglich darin, dass Beschlüsse gefasst werden, eine Autonome Gemeinschaft bestehend aus einer oder mehreren Provinzen zu bilden. Die entsprechenden Beschlüsse müssen für die Beschreitung des „langsamen Wegs“ von den Vertretungskörperschaften aller Provinzen, die die spätere Region bilden sollen, und von zwei Dritteln der betroffenen Gemeinden mit mindestens der Hälfte der Einwohner jeder Provinz gefasst werden (Art. 143.2). Für den „schnellen Weg“ sind notwendig: Beschlüsse der Vertretungskörperschaften aller Provinzen, die die spätere Region bilden sollen, und von drei Vierteln der betroffenen Gemeinden mit mindestens der Hälfte der Einwohner jeder Provinz und Bestätigung der Initiative in einer Volksabstimmung mit Mehrheit in jeder der Provinzen (Art. 151.1). Für Regionen mit Präautonomie-Regelung (s. o.) gelten hierbei folgende Erleichterungen: Beim „langsamen Weg“ kann ein Beschluss des Vertretungsorgans der Präautonomie die Zustimmung der Provinzen (aber nicht die der Gemeinden) ersetzen; beim „schnellen Weg“ reicht in den Regionen, in denen bereits unter der Zweiten Republik ein Autonomiestatut in einer Volksabstimmung angenommen wurde (also Katalonien, Baskenland und Galicien), allein ein Beschluss ihres jeweiligen Vertretungsorgans, der die Zustimmung der Provinzen, der Gemeinden und die Volksabstimmung ersetzt. In beiden Fällen ist die Initiative gescheitert und kann erst nach Ablauf von fünf Jahren wiederholt werden, wenn die Voraussetzungen nicht binnen sechs Monaten (vom ersten entsprechenden Beschluss an gerechnet) erfüllt werden.
Ein Entwurf des Autonomiestatuts wird sodann von einer besonderen Versammlung ausgearbeitet, die im Falle des „schnellen Wegs“ aus den in den betroffenen Provinzen gewählten Abgeordneten und Senatoren der Cortes Generales, im Falle des langsamen Wegs zusätzlich aus den Mitgliedern der Vertretungsorgane der Provinzen besteht.
Dieser Entwurf wird im Falle des „langsamen Wegs“ von den Kammern der Cortes Generales (also des gesamtspanischen Parlaments) nach den für ein Organgesetz geltenden Regeln behandelt (also unverändert oder verändert verabschiedet oder endgültig abgelehnt).
Im Falle des „schnellen Wegs“ wird der Entwurf des Autonomiestatuts dem Verfassungsausschuss des Abgeordnetenhauses zugeleitet, der ihn gemeinsam mit einer Abordnung der Versammlung, die den Entwurf erarbeitet hat, berät mit dem Ziel, eine Übereinkunft über eventuelle Streitpunkte zu erreichen. Ergeben diese Beratungen eine Übereinkunft über eine Endfassung, so wird diese einer Volksabstimmung in den betroffenen Provinzen unterbreitet, wobei zur Annahme die Mehrheit in jeder der Provinzen nötig ist; schließlich müssen dann noch beide Kammern der Cortes Generales den Entwurf ratifizieren (also unverändert annehmen oder ablehnen, ohne die Möglichkeit von Änderungen). Können sich der Verfassungsausschuss und die Abordnung der Abgeordneten und Senatoren der betroffenen Provinzen nicht auf einen gemeinsamen Entwurf einigen, so wird der ursprüngliche Vorschlag von den Kammern der Cortes Generales nach den für ein Organgesetz geltenden Regeln behandelt (also verändert oder unverändert verabschiedet oder endgültig abgelehnt); die danach verabschiedete Endfassung bedarf dann noch der Annahme in einer Volksabstimmung in jeder der betroffenen Provinzen.
Erst mit dem Inkrafttreten des Autonomiestatuts entsteht die Autonome Gemeinschaft.

### Autonomiestatute und ihre Änderung
Die Autonomiestatute besitzen eine Doppelnatur: Zum einen sind sie als von den Cortes Generales gebilligte Organgesetze Teil der gesamtstaatlichen Rechtsordnung, zum anderen sind sie als höchste Norm Teil der Rechtsordnung der jeweiligen Autonomen Gemeinschaft und gehen als solche anderen Rechtsnormen der Autonomen Gemeinschaft im Rang vor.
Das Verfahren für spätere Änderungen der Autonomiestatute nach ihrem Inkrafttreten wird in diesen selbst bestimmt. In jedem Fall ist die Zustimmung der Cortes Generales mittels Organgesetz (Art. 147.3) und in Autonomen Gemeinschaften des „schnellen Wegs“ zusätzlich die Bestätigung durch eine dort durchgeführte Volksabstimmung notwendig (Art. 152.2).

### Innere Verfassung der Autonomen Gemeinschaften
Für die Autonomen Gemeinschaften des „schnellen Wegs“ (s. o.) sieht Art. 152.1 der Verfassung vor, dass diese über ein nach Verhältniswahlrecht gewähltes Parlament (Asamblea Legislativa), einen von diesem aus dessen Mitte gewählten Ministerpräsidenten und eine von diesem geleitete Regierung verfügen müssen. Die Einzelheiten werden in den Autonomiestatuten geregelt.
Nach den Vereinbarungen des Autonomiepakts von 1981 wurde dieses Organisationsmodell auch in alle anderen Autonomiestatute übernommen.

### Senatoren der Autonomen Gemeinschaften
Der Senat in Madrid setzt sich aus 208 direkt gewählten und derzeit 58 von den Autonomen Gemeinschaften entsandten Mitgliedern zusammen. Die von den Regionen bestimmten Senatoren werden von ihren Parlamenten nach den Grundsätzen der Verhältniswahl gewählt.
Im Unterschied etwa zum deutschen Bundesrat sind damit in dieser Kammer der Cortes Generales nicht die Regionalregierungen, sondern die von den Regionalparlamenten gewählten Senatoren vertreten. Und auch dieser Teil der Senatoren macht nur gut ein Fünftel der Mitglieder des Senats aus. Die Mitwirkung der Autonomen Gemeinschaften an der gesamtstaatlichen Gesetzgebung ist damit wesentlich schwächer ausgebildet als die der Bundesländer im deutschen Verfassungssystem.

## Entstehung der Autonomen Gemeinschaften

Autonome Gemeinschaften des „schnellen“ und des „langsamen Wegs“

In der Zeit von 1979 bis 1983 bildeten sich durch das Inkrafttreten der jeweiligen Autonomiestatute die 17 Autonomen Gemeinschaften, wobei vier von diesen (Katalonien, Baskenland, Galicien, Andalusien) den „schnellen Weg“ des Art. 151 der Verfassung wählten, die restlichen den „langsamen“ des Art. 143. Einen Sonderfall stellt Navarra dar, das seine auch während der Franco-Zeit fortbestehenden Foralorgane durch das Gesetz über die Wiederherstellung der Foralordnung reformierte. Gleichwohl hat Navarra, obwohl es den Titel einer „Foralgemeinschaft“ führt, nach der Rechtsprechung des Verfassungsgerichts trotz einiger Besonderheiten den Status einer Autonomen Gemeinschaft.
Die dadurch entstandenen autonomen Regionen sind sehr heterogen. Die beiden kleinsten Regionen, die Balearen und La Rioja, sind nur circa 5.000 km² groß, während die beiden größten, Andalusien und Kastilien-León, mit jeweils etwa 90.000 km² größer sind als Österreich. Auch die Bevölkerungszahl ist sehr unterschiedlich (319.000 in La Rioja, fast 8,5 Millionen in Andalusien).

## Entwicklung seit 1979
Anfänglich bestand ein großes Kompetenzgefälle zwischen den Autonomen Gemeinschaften des „schnellen Wegs“ und den restlichen Regionen. Die weitere Entwicklung ist durch eine teilweise Angleichung der Zuständigkeiten und eine allmähliche Ausweitung der Kompetenzen für alle Autonomen Gemeinschaften geprägt.
Damit setzte sich ein Modell durch, das eine weitgehende Autonomie nicht nur für die historischen „Nationalitäten“ (Baskenland, Katalonien, Galicien, eingeschränkt Navarra, Valencia, Balearen, Kanaren, Andalusien), sondern für alle Regionen mit sich bringt und das im spanischen Sprachgebrauch oft mit dem Schlagwort des café para todos („Kaffee für alle“) bezeichnet wird.
Spanien wird daher heute als einer der am stärksten dezentralisierten Staaten Europas angesehen, obwohl es sich – mangels Eigenstaatlichkeit der Autonomen Gemeinschaften – nicht um einen Bundesstaat handelt. Ein weiterhin nicht gänzlich gelöstes Problem ist insbesondere das System der Finanzbeziehungen zwischen dem Staat und den Autonomen Gemeinschaften, das zum einen den immer noch bestehenden Kompetenzunterschieden unter den einzelnen Regionen Rechnung tragen und zum anderen die generelle Aufgabenausweitung nachvollziehen muss.
| 18. Dezember 1979 | Verabschiedung der Autonomiestatute für Katalonien und das Baskenland. Beide sehen eine weitreichende Autonomie vor, u. a. die Bildung eigener Polizeieinheiten. |
| März 1980         | Wahlen im Baskenland und Katalonien. Nationalistische Parteien erzielten hohe Stimmanteile (Baskenland: PNV 38 %, HB 17 %; Katalonien: CiU 28 %, ERC 9 %). In diesen beiden Autonomen Gemeinschaften sind PNV bzw. CiU im Regionalparlament bis heute die stärkste Partei geblieben. |
| 6. April 1981     | Verabschiedung des Autonomiestatuts für Galicien. |
| 31. Juli 1981     | Die Mitte-rechts-Regierung und die stärkste Oppositionspartei, die sozialdemokratische PSOE, unterzeichneten in Madrid den ersten Autonomiepakt (acuerdos autonómicos) in dem sie mit dem Ziel einer Harmonisierung der Autonomieprozesse über die Grundlagen der weiteren Entwicklung übereinkamen: - flächendeckende Bildung von 17 Autonomen Gemeinschaften, wie sie heute bestehen - Vereinbarung des „langsamen Wegs“ (s. o.) für alle Regionen außer Katalonien, Baskenland, Galicien und Andalusien - Inkrafttreten aller Autonomiestatute bis Februar 1983 - die Autonomen Gemeinschaften des „langsamen Wegs“ erhalten alle Kompetenzen, die im Katalog des Art. 148.1 der Verfassung enthalten sind - Regelung der inneren Verfassung auch der Autonomen Gemeinschaften des „langsamen Wegs“ nach dem Modell des Art. 152.1 (s. o.: Parlament, Ministerpräsident, Regierung) - Vereinbarung, dass in den uniprovinzialen Autonomen Gemeinschaften (Asturien, Kantabrien, La Rioja, Navarra, Balearen, Murcia, Madrid) die Provinzen in den Autonomen Gemeinschaften aufgehen - Vereinbarung des Verfahrens und des zeitlichen Rahmens für den Übergang der Kompetenzen vom Staat auf die Regionen - Übereinkunft über die Finanzierung und eines „interterritorialen Kompensationsfonds“ zugunsten der wirtschaftlich schwächeren Autonomen Gemeinschaften Es handelt sich bei dem Autonomiepakt um eine außerparlamentarische Übereinkunft ohne Gesetzeskraft. Allerdings war die Umsetzung aufgrund der beherrschenden Stellung der sie tragenden Kräfte sowohl in Gesamtspanien (zusammen über 80 % der Abgeordneten) als auch in den einzelnen Regionen (außer Katalonien und dem Baskenland) garantiert. |
| 20. Oktober 1981  | Wahlen in Galicien. Wahlsieg der konservativen (Alianza Popular) und Mitte-rechts-Parteien (UCD). |
| 30. Dezember 1981 | Verabschiedung der Autonomiestatute für Andalusien, Asturien und Kantabrien. |
| 23. Mai 1982      | Wahlen in Andalusien. Wahlsieg der PSOE. |
| 9. Juni 1982      | Verabschiedung der Autonomiestatute für La Rioja und Murcia. |
| 1. Juli 1982      | Verabschiedung des Autonomiestatuts für Valencia. |
| 10. August 1982   | Verabschiedung der Autonomiestatute für Aragonien, Kastilien-La Mancha, Kanaren und des „Gesetzes über die Wiederherstellung der Foralordnung“ (Navarra). |
| 10. August 1982   | Aufgrund einer Vereinbarung des Autonomiepakts von 1981 erhielten die Kanaren und Valencia durch staatliches Organgesetz (Übertragung im Sinne des Art. 150.2) weitere, über den Katalog des Art. 148.1 hinausgehende Kompetenzen. |
| 25. Februar 1983  | Verabschiedung der letzten Autonomiestatute: Extremadura, Balearen, Madrid und Kastilien-León. |
| 8. Mai 1983       | Erste Wahlen in den 13 restlichen Autonomen Gemeinschaften. |
| 1980–1991         | In dieser Zeit gingen im Zuge der schrittweise Übernahme der in den Autonomiestatuten vorgesehenen Kompetenzen 432.000 Arbeitsplätze in der Verwaltung vom Staat auf die Autonomen Gemeinschaften über, die Anfang 1992 über einen Gesamtpersonalstand von 593.000 Beschäftigten verfügten. Der Anteil der Regionen an den gesamten Staatsausgaben stieg von 6 auf 21 %. Es ergingen zahlreiche Entscheidungen des Verfassungsgerichts zum Verhältnis Staat/Autonome Gemeinschaften. |
| 28. Februar 1992  | Zweiter Autonomiepakt über die weitere Entwicklung, diesmal vereinbart zwischen der PSOE-Regierung und der stärksten Oppositionspartei, der konservativen PP. Darin verständigten sich die beiden führenden politischen Parteien auf die Ausweitung der Zuständigkeiten der Autonomen Gemeinschaften des „langsamen“ Wegs, insbesondere die Übertragung der „geteilten Kompetenz“ (s. o.) im Bildungswesen. Die Conferencias Sectoriales (vergleichbar den deutschen Ministerkonferenzen) wurden als Koordinationsorgane zwischen dem Staat und den Regionen institutionalisiert. Hintergrund dieser Vereinbarung war u. a., dass sich das starke Kompetenzgefälle zwischen den einzelnen Autonomen Gemeinschaften im politischen und juristischen Bereich als äußerst unpraktikabel erwiesen hatte. |
| 23. Dezember 1992 | Die im Zweiten Autonomiepakt vereinbarte Kompetenzausweitung wurde zunächst im Wege eines Übertragungsgesetzes nach Art. 150.2 der Verfassung umgesetzt. |
| 24. März 1994     | Durch Änderung der Autonomiestatute wurden die im Zweiten Autonomiepakt vereinbarten neuen Kompetenzen in diese aufgenommen. |
| 1997–2001         | In den besonders personal- und finanzintensiven Bereichen Bildungs- und Gesundheitswesen erfolgte die Übertragung der Trägerschaft der Einrichtungen (Schulen, Krankenhäuser etc.) inkl. Personal auch auf die Autonomen Gemeinschaften des „langsamen Wegs“. 2001 lag der Personalstand der Autonomen Gemeinschaften bei einer Million Beschäftigten und überstieg damit denjenigen im staatlichen Bereich (600.000 inkl. Streitkräfte, Guardia Civil und Polizei). |
| 2004–2011         | Eine Reihe von Autonomiestatuten (Valencia, Katalonien, Andalusien, Balearen, Aragonien, Kastilien-León und Extremadura) wurden reformiert. Der Schwerpunkt lag dabei nicht so sehr auf einer Kompetenzausweitung, sondern auf einer genaueren Abgrenzung der Zuständigkeiten und einer Anpassung an die seit den 1990er Jahren eingetretenen Entwicklungen (Beziehungen zur EU, Finanzbeziehungen etc.). Allerdings gab es auch im Kompetenzbereich umstrittene Themen, vor allem was die Zuständigkeit für die Wasserressourcen angeht. Die von den Regionalparlamenten der Kanaren und von Kastilien-La Mancha verabschiedeten Gesetzesentwürfe zur Änderung ihrer Autonomiestatute wurden von diesen zurückgezogen, nachdem klar war, dass die in ihnen vorgesehenen Kompetenzausweitungen in den Cortes Generales keine Mehrheit finden würden. Bezüglich des neuen Autonomiestatuts von Katalonien waren auch symbolische Fragen, wie die Bezeichnung als „Nation“ hoch umstritten. Am weitesten ging der vom baskischen Parlament verabschiedete Reformentwurf, der vorsah, die Beziehungen zwischen dieser Autonomen Gemeinschaft und dem Staat auf eine völlig neue Grundlage zu stellen (Prinzip der „freien Assoziierung“, Anerkennung des Selbstbestimmungsrechts des baskischen Volkes; siehe Plan Ibarretxe). Dieser wurde vom Abgeordnetenhaus der Cortes Generales am 1. Februar 2005 mit 319 gegen 29 Stimmen (der baskischen, katalanischen und galicischen Nationalisten: PNV, ERC, CiU, EA, Na-Bai und BNG) abgelehnt. |

In den letzten Jahren mehren sich die Stimmen, die eine Reform der Verfassungsregelungen zu den Beziehungen zwischen dem Staat und den Autonomen Gemeinschaften fordern. Die sozialdemokratische PSOE befürwortet seit 2013 die Umwandlung in einen echten Bundesstaat. Häufig wird auch das auf einen Kompromiss beruhende offene Kompetenzsystem der Verfassung von 1978 als überholt kritisiert und eine abschließende Fixierung der Kompetenzverteilung in der Verfassung gefordert.

## Finanzbeziehungen zwischen dem Staat und den Autonomen Gemeinschaften
Die Finanzierung und die Aufteilung der Steuern zwischen dem Staat und den Autonomen Gemeinschaften folgt zwei verschiedenen Modellen: für die meisten Autonomen Gemeinschaften gilt das allgemeine System (régimen común), für das Baskenland und Navarra hingegen das Foralsystem (régimen foral).
In Navarra werden die Steuern durch die Autonome Gemeinschaft, im Baskenland durch die Provinzen (Territorios Históricos) vereinnahmt. Diese führen dann einen Betrag (den sogenannten cupo) als Ausgleich für die vom Staat in diesen Autonomen Gemeinschaften wahrgenommenen Kompetenzen an diesen ab. Zum großen Teil liegt im régimen foral auch die Steuergesetzgebung in den Händen der Autonomen Gemeinschaften bzw. der Territorios Históricos, ebenso die Steuerverwaltung.
In den Autonomen Gemeinschaften des régimen común hingegen liegt die Steuergesetzgebung im Wesentlichen beim Staat. Die Steuern werden durch die staatlichen Finanzämter vereinnahmt. Die Autonomen Gemeinschaften erhalten dann vom Staat den auf ihrem Gebiet vereinnahmten Ertrag der Steuern zum Teil (insbesondere 50 % der Einkommensteuer und der Mehrwertsteuer) bzw. ganz (z. B. Vermögensteuer). Im régimen común besteht außerdem ein System des Finanzausgleichs, dessen Mittel vom Staat und den Autonomen Gemeinschaften aufgebracht werden.

### Finanzdefizite der Regionen
2011 sind die Haushaltsdefizite der Regionen wie nie zuvor explodiert. Die Regionen haben (Stand Ende 2011) Schulden von mehr als 140 Milliarden Euro (plus 17,3 % im Jahr 2011). Die Schulden in den Regionen waren (Stand Ende 2011) so hoch wie 13,1 % des gesamten Bruttoinlandsprodukts (BIP) Spaniens. Der Schuldenstand der Gebietskörperschaften betrug Ende 2011:
|                     | Autonome Gemeinschaften | Autonome Gemeinschaften | Autonome Gemeinschaften | Provinzen (auf den Kanaren/Balearen: Inselräte) | Provinzen (auf den Kanaren/Balearen: Inselräte) | Provinzen (auf den Kanaren/Balearen: Inselräte) | Gemeinden und andere kommunale Zusammenschlüsse (comarcas, Zweckverbände) oder Untergliederungen (Ortsbezirke) | Gemeinden und andere kommunale Zusammenschlüsse (comarcas, Zweckverbände) oder Untergliederungen (Ortsbezirke) | Gemeinden und andere kommunale Zusammenschlüsse (comarcas, Zweckverbände) oder Untergliederungen (Ortsbezirke) | Summe (alle Gebietskörperschaften) | Summe (alle Gebietskörperschaften) | Summe (alle Gebietskörperschaften) |
| Region              | in Mio. €               | in % BIP                | je Einw. (in €)         | in Mio. €                                       | in % BIP                                        | je Einw. (in €)                                 | in Mio. € | in % BIP | je Einw. (in €)                                                                                                | in Mio. €                          | in % BIP                           | je Einw. (in €)                    |
| ------------------- | ----------------------- | ----------------------- | ----------------------- | ----------------------------------------------- | ----------------------------------------------- | ----------------------------------------------- | --- | --- | --- | ---------------------------------- | ---------------------------------- | ---------------------------------- |
| Andalusien          | 14.314                  | 9,8                     | 1.699                   | 1.247                                           | 0,9                                             | 148                                             | 4.528 | 3,1 | 537 | 20.089                             | 13,8                               | 2.384                              |
| Aragonien           | 3.403                   | 10,2                    | 2.528                   | 152                                             | 0,5                                             | 113                                             | 1.070 | 3,2 | 795 | 4.625                              | 13,9                               | 3.436                              |
| Asturien            | 2.155                   | 9,1                     | 1.993                   |                                                 |                                                 |                                                 | 453 | 1,9 | 419 | 2.608                              | 11,0                               | 2.412                              |
| Balearen            | 4.432                   | 16,3                    | 3.982                   | 222                                             | 0,8                                             | 199                                             | 611 | 2,2 | 549 | 5.265                              | 19,4                               | 4.730                              |
| Kanaren             | 3.718                   | 8,8                     | 1.748                   | 666                                             | 1,6                                             | 313                                             | 780 | 1,8 | 367 | 5.164                              | 12,2                               | 2.428                              |
| Kantabrien          | 1.293                   | 9,3                     | 2.180                   |                                                 |                                                 |                                                 | 218 | 1,6 | 368 | 1.511                              | 10,9                               | 2.548                              |
| Kastilien-La Mancha | 6.587                   | 18,0                    | 3.144                   | 262                                             | 0,7                                             | 124                                             | 792 | 2,2 | 374 | 7.641                              | 20,9                               | 3.612                              |
| Kastilien und León  | 5.476                   | 9,4                     | 2.140                   | 442                                             | 0,8                                             | 173                                             | 1.069 | 1,8 | 418 | 6.987                              | 12,0                               | 2.730                              |
| Katalonien          | 41.778                  | 20,7                    | 5.541                   | 539                                             | 0,3                                             | 71                                              | 5.197 | 2,6 | 689 | 47.514                             | 23,5                               | 6.302                              |
| Extremadura         | 2.021                   | 10,9                    | 1.822                   | 112                                             | 0,6                                             | 101                                             | 278 | 1,5 | 251 | 2.411                              | 13,0                               | 2.174                              |
| Galicien            | 7.009                   | 12,3                    | 2.507                   | 277                                             | 0,5                                             | 99                                              | 649 | 1,1 | 232 | 7.935                              | 13,9                               | 2.838                              |
| La Rioja            | 900                     | 11,2                    | 2.787                   |                                                 |                                                 |                                                 | 127 | 1,6 | 393 | 1.027                              | 12,8                               | 3.180                              |
| Madrid              | 15.447                  | 7,9                     | 2.380                   |                                                 |                                                 |                                                 | 7.594 | 3,9 | 1.170 | 23.041                             | 11,8                               | 3.550                              |
| Murcia              | 2.806                   | 10,1                    | 1.909                   |                                                 |                                                 |                                                 | 718 | 2,6 | 488 | 3.524                              | 12,7                               | 2.397                              |
| Navarra             | 2.446                   | 12,9                    | 3.810                   |                                                 |                                                 |                                                 | 320 | 1,7 | 498 | 2766                               | 14,6                               | 4308                               |
| Baskenland          | 5.536                   | 8,1                     | 2.534                   | 2.312                                           | 3,4                                             | 1.058                                           | 652 | 1,0 | 298 | 8.500                              | 12,4                               | 3.891                              |
| Valencia            | 20.762                  | 19,9                    | 4.057                   | 503                                             | 0,5                                             | 98                                              | 3.009 | 2,9 | 588 | 24.274                             | 23,3                               | 4.743                              |
| Ceuta               |                         |                         |                         |                                                 |                                                 |                                                 | 207 | 13,5 | 2.513 | 207                                | 13,5                               | 2.513                              |
| Melilla             |                         |                         |                         |                                                 |                                                 |                                                 | 113 | 8,2 | 1.440 | 113                                | 8,2                                | 1.440                              |
| Summe               | 140.083                 | 13,1                    | 2.979                   | 6.734                                           | 0,6                                             | 143                                             | 28.385 | 2,7 | 604 | 175.202                            | 16,4                               | 3.726                              |

Der Schuldenstand des Zentralstaats belief sich Ende 2011 auf 560 Milliarden Euro (plus 14,5 % im Jahr 2011; 52,1 % des BIP; 11.855 Euro pro Kopf). Damit ergibt sich zu diesem Zeitpunkt ein Gesamtschuldenstand der öffentlichen Haushalte von 735 Milliarden Euro (68,5 % des BIP; 15.574 Euro pro Kopf). Damit liegt Spanien zwar noch deutlich unter dem europäischen Durchschnitt (82,2 % des BIP); als bedenklich gilt aber die Dynamik, mit der die Verschuldung seit 2008 gewachsen ist.
Als erste beantragte am 20. Juli 2012 die Region Valencia Hilfe beim spanischen Staat.
Sie will mindestens zwei Milliarden Euro beantragen.
Wenige Tage später kündigte Murcia an, zinsgünstige Kredite (in Höhe von 200 bis 300 Millionen Euro) aus dem vor kurzem gegründeten staatlichen Rettungsfonds Fondo de Liquidez Autonómica (FLA) erbitten oder beantragen zu wollen. Der FLA ist mit 18 Milliarden Euro ausgestattet.
Bis einschließlich Oktober 2012 beantragten insgesamt acht weitere Regionen Hilfskredite: Katalonien, Andalusien, Valencia, Kastilien-La Mancha, die Kanarischen Inseln und Murcia, dann als siebte Region die Balearen und als achte Asturien. Mit diesen Hilfsgesuchen würden laut Kölner Stadtanzeiger mehr als 90 % der Mittel aufgebraucht.

## Historische Gebiete und Nationalitätsbegriff
Eine gewisse Sonderstellung nehmen vor allem Galicien, das Baskenland, Navarra und Katalonien ein, die als so genannte „historische Gebiete“ (von denen das Baskenland gar mehrere besitzt) ein besonders weitgehendes Bedürfnis nach Autonomie haben und (wie andere „historische Gebiete“ Spaniens auch) Foralrechtsgebiete sind. So haben die drei zuletzt genannten Regionen beispielsweise ihre eigenen Polizeikörper gebildet (Ertzaintza im Baskenland, Policía Foral (span.) bzw. Foruzaingoa (bask.) in Navarra und Mossos d’Esquadra in Katalonien). Die besondere Rolle der „historischen Territorien“ geht vor allem auf die durch im Mittelalter eingeräumte Foralrechte verbürgte Eigenständigkeit dieser Gebiete und ihre spätere, durch jahrhundertelange Bevormundung seitens der Zentralregierung in Madrid und die zeitweilige gewaltsame Unterdrückung aller Eigenständigkeitsbestrebungen, insbesondere unter dem faschistischen Regime Francisco Francos, geprägte Geschichte zurück. Eine wichtige Rolle spielen hierbei auch die Regionalsprachen, die während der Diktatur unterdrückt worden waren und heute in einigen historischen Gebieten als nationales Identifikationsmerkmal dienen.
Nach dem Tod Francos und der Wiederherstellung der Monarchie war die Schaffung der autonomen Regionen nicht zuletzt als Mittel zur Bewahrung der brüchig gewordenen Einheit des spanischen Staatswesens gedacht. Diesem Zweck dient auch, dass die spanische Verfassung trotz der Feststellung, dass die spanische Nation aus „Nationalitäten und Regionen“ besteht, in ihrem Artikel 2 an der „unauflöslichen Einheit der spanischen Nation“ festhält.
In der Auseinandersetzung zwischen den in Spanien als „Nationalisten“ bezeichneten Vertretern nationaler Autonomie- (und teilweise auch Unabhängigkeits-)bestrebungen einzelner Bevölkerungs- oder Volksgruppen bzw. Territorien und den als „Integralisten“ bezeichneten Anhängern eines (eher) zentralistisch organisierten spanischen Nationalstaates war und ist die Frage der Nationalität der Bewohner Spaniens und seiner historisch gewachsenen Landschaften ein besonders umstrittener und emotional besetzter Punkt. Im Verfassungsprozess wurde der (ansonsten schier unlösbar erscheinende) Streit um die Existenz einer gesamtspanischen Nation (die von einigen „Nationalisten“ verneint wird) bzw. die Existenz anderer historischer Völker auf dem Gebiet Spaniens (die besonders von den ehemaligen faschistischen Machthabern völlig negiert wurde) durch einen begrifflichen Kompromiss gelöst: Der Begriff der „Nation“ (Nación) sollte der „spanischen Nation“ vorbehalten bleiben, während Basken, Katalanen, Galiciern und anderen Gruppen eine quasi-nationale Existenz als so genannte „Nationalitäten“ (Nacionalidades) innerhalb Spaniens zugestanden wurde. Diese Kompromissformel erlaubte es den Anhängern beider Ideologien, den faktischen Umbau des Zentralstaates zu einem Autonomiestaat mitzutragen. Dabei war allen Beteiligten jedoch klar, dass es sich um ein begrifflich wenig überzeugendes Konstrukt handelte, da der höchst „schwammigen“ Differenzierung zwischen „einer Nation“ und „vielen Nationalitäten“ keine vertretbaren staatsphilosophischen oder ethnologischen Konzepte zugrunde liegen. Es handelte sich somit um eine reine Sprachregelung, die aber aufgrund der emotionalen Aufladung dieses Themas bis auf Weiteres als unantastbar galt.
In diesem Spannungsfeld zwischen Autonomie und Einheit sorgte nun in den Jahren 2005 und 2006 der Entwurf eines neuen Autonomiestatuts für Katalonien für anhaltende politische Auseinandersetzungen, da darin von einer „katalanischen Nation“ die Rede war. Nach Unterzeichnung durch König Juan Carlos I. am 19. Juli 2006 trat es am 9. August 2006 in Kraft. In der Präambel des Autonomiestatuts heißt es nach mehreren Textänderungen nunmehr, dass „das Parlament von Katalonien (…) Katalonien als Nation definiert“. Im weiteren Text des Autonomiestatuts selbst heißt es hingegen in Art. 1, dass „Katalonien als Nationalität die Selbstverwaltung inne[hat]“. Für die zentralistisch orientierten Kritiker der nationalen Eigenständigkeit einzelner Autonomien Spaniens ist der Begriff der „Nation“ weiterhin an die staatliche Souveränität eines Gemeinwesens gebunden und damit allein dem spanischen Gesamtstaat vorbehalten. Die konservative spanische Volkspartei hat u. a. deswegen vor dem spanischen Verfassungsgerichtshof gegen das katalanische Statut geklagt. In seinem Urteil vom 28. Juni 2010 entschied das Gericht, dass die Verwendung des Begriffs „Nation“ zwar nicht verfassungswidrig sei. Gleichzeitig hat es aber ausdrücklich festgehalten, dass ihr auch keinerlei juristische Funktion (etwa im Sinne einer Sonderstellung Kataloniens im Vergleich zu anderen Autonomen Gemeinschaften) zukomme.

## Vergleich zwischen den Autonomen Gemeinschaften und den deutschen Bundesländern
Die Autonomen Gemeinschaften sind nicht verfassungsautonom, da die Verabschiedung und Änderung ihrer Autonomiestatute der Zustimmung des gesamtspanischen Parlaments bedarf, weshalb sie anders als die Bundesländer Deutschlands auch nicht über Eigenstaatlichkeit verfügen. Außerdem unterscheiden sich die Regionen Spaniens untereinander anders als die Länder der Bundesrepublik durch ein unterschiedliches Maß an Autonomie, wenn auch mittlerweile nicht mehr so ausgeprägt wie in den Anfängen.
Der wesentlichste praktische verfassungsrechtliche Unterschied besteht darin, dass im spanischen Verfassungssystem ein Einfluss der Autonomen Gemeinschaften auf die gesamtstaatliche Gesetzgebung, wie ihn in Deutschland die Bundesländer über den Bundesrat ausüben können, nicht vorgesehen ist.
Rechtlich ähneln sich die Autonomen Gemeinschaften Spaniens und die deutschen Bundesländer in der Praxis heute jedoch sehr. Die Unterschiede sind dabei vorwiegend theoretischer Natur. Ihnen ist gemein, dass sie in etwa gleichem Maße über legislative Befugnisse verfügen und in beiden Ländern als maßgebliche Instanz der öffentlichen Verwaltung gelten. Ähnlich den deutschen Bundesländern sind auch die Autonomen Gemeinschaften in Bezug auf ihre Größe äußerst heterogen.
Auf gesellschaftlicher Ebene besteht aber ein entscheidender Unterschied: Anders als in Deutschland existieren Regionen, die über ein eigenes nationales Selbstwertgefühl verfügen (insbesondere Katalonien und das Baskenland, in geringerem Ausmaß auch die anderen katalanischsprachigen Gebiete und Galicien). Sprachlich liegt in diesen mittlerweile praktisch ein Zustand der Zweisprachigkeit vor. Auf politischem Gebiet besteht dort ein paralleles Parteiensystem mit den gesamtspanischen Parteien Partido Socialista Obrero, Partido Popular und Izquierda Unida und daneben einem jeweils eigenen Spektrum „nationalistischer“ Parteien (in Katalonien: die bürgerliche Convergència i Unió und die linke Esquerra Republicana de Catalunya; im Baskenland: die bürgerliche Eusko Alderdi Jeltzalea-Partido Nacionalista Vasco, die linke Eusko Alkartasuna und die verbotenen Nachfolgeorganisationen der ETA-nahen Herri Batasuna; in Galicien der linke Bloque Nacionalista Galego). Regionalparteien unterschiedlicher Größenordnung sind darüber hinaus in Navarra, auf den Kanaren und in Asturien, Aragonien, Kantabrien, Kastilien-León, La Rioja, Valencia und auf den Balearen in den Regionalparlamenten vertreten.
Eine zahlenmäßig und in ihrer Ernsthaftigkeit nicht zu vernachlässigende Anhängerschaft einer Verselbständigung beziehungsweise Unabhängigkeit von Spanien existiert indes nur im Baskenland und in Katalonien. Verkompliziert wird die Lage noch dadurch, dass gerade diese beiden Regionen wegen ihrer im Vergleich zum Rest Spaniens früheren und intensiveren Industrialisierung bis weit in das 20. Jhdt. hinein Ziel einer starken Einwanderung aus anderen Landesteilen waren. Damit gelten sie als „Minderheiten innerhalb der Minderheiten-Regionen“.

## Autonome Städte: Ceuta und Melilla
Am 13. März 1995 erhielten auch die in Nordafrika liegenden und keiner Provinz zugeordneten spanischen Exklaven Ceuta und Melilla Autonomiestatute. Gleichwohl handelt es sich nach der Rechtsprechung des spanischen Verfassungsgerichts
bei diesen Autonomen Städten nicht um Autonome Gemeinschaften. Das Gericht begründet dies damit, dass die Autonomiestatute der beiden Städte von den Cortes Generales im regulären Verfahren für Organgesetze auf Grundlage der Ermächtigung des Art. 144 b) der Verfassung ohne jegliche besondere Beteiligung der Städte bzw. der dort gewählten Abgeordneten und Senatoren verabschiedet wurden, und außerdem damit, dass in diesem Gesetzgebungsverfahren Änderungsanträge, die zum Ziel hatten, die Städte ausdrücklich als Autonome Gemeinschaften zu bezeichnen, zurückgewiesen wurden. Außerdem bestehen rechtlich folgende Besonderheiten: Auch die Änderung der Autonomiestatute der beiden Städte kann, anders als in den 17 Autonomen Gemeinschaften, ohne jegliche Beteiligung ihrer „Parlamente“ allein durch den staatlichen Gesetzgeber erfolgen. Außerdem besitzen Ceuta und Melilla keine Gesetzgebungskompetenz, sondern nur die Befugnis zum Erlass von Verordnungen in dem von den staatlichen Gesetzen bestimmten Umfang.

## Liste der autonomen Gemeinschaften und Städte
| Name der autonomen Gemeinschaft                                              | Hauptstadt                                            | Amtssprache(n)                        | Provinzen                                                                    | Karte | Fläche (Anteil)        | Einwohner 01.01.2022 (Anteil) | Dichte Ew./km² | BIP/Kopf (EU27= 100) |
| ---------------------------------------------------------------------------- | ----------------------------------------------------- | ------------------------------------- | ---------------------------------------------------------------------------- | ----- | ---------------------- | ----------------------------- | -------------- | -------------------- |
| Andalusien (spanisch Andalucía)                                              | Sevilla                                               | Spanisch                              | Almería, Cádiz, Córdoba, Granada, Huelva, Jaén, Málaga, Sevilla              |       | 87.268 km² (17,2 %)    | 8.494.155 (17,84 %)           | 96,96          | 82                   |
| Aragonien (spanisch und aragonesisch Aragón katalanisch Aragó)               | Saragossa (span. Zaragoza)                            | Spanisch, Aragonesisch, Katalanisch   | Huesca, Teruel, Saragossa                                                    |       | 47.719 km² (9,4 %)     | 1.325.342 (2,78 %)            | 27,78          | 112                  |
| Asturien (spanisch Asturias asturisch Asturies)                              | Oviedo                                                | Spanisch, Asturisch                   | Asturien                                                                     |       | 10.604 km² (2,1 %)     | 1.004.499 (2,11 %)            | 94,73          | 94                   |
| Balearische Inseln (spanisch Islas Baleares, katalanisch Illes Balears)      | Palma                                                 | Spanisch, Katalanisch                 | Balearische Inseln                                                           |       | 04.992 km² (1,0 %)     | 1.176.254 (2,47 %)            | 233,38         | 115                  |
| Baskenland (spanisch País Vasco, baskisch Euskadi)                           | Vitoria-Gasteiz                                       | Spanisch, Baskisch                    | Araba, Gipuzkoa, Bizkaia                                                     |       | 07.234 km² (1,4 %)     | 2.207.201 (4,63 %)            | 305,12         | 136                  |
| Extremadura                                                                  | Mérida                                                | Spanisch                              | Badajoz, Cáceres                                                             |       | 41.634 km² (8,2 %)     | 1.054.245 (2,21 %)            | 25,32          | 71                   |
| Galicien (spanisch Galicia, galicisch Galiza)                                | Santiago de Compostela                                | Spanisch, Galicisch                   | A Coruña, Lugo, Ourense, Pontevedra                                          |       | 29.574 km² (5,8 %)     | 2.689.152 (5,65 %)            | 90,93          | 88                   |
| Kanarische Inseln (spanisch Islas Canarias)                                  | Santa Cruz de Tenerife und Las Palmas de Gran Canaria | Spanisch                              | Santa Cruz de Tenerife, Las Palmas                                           |       | 07.447 km² (1,5 %)     | 2.176.412 (4,57 %)            | 292,25         | 95                   |
| Kantabrien (spanisch Cantabria)                                              | Santander                                             | Spanisch                              | Kantabrien                                                                   |       | 05.321 km² (1,0 %)     | 0.585.222 (1,23 %)            | 110,40         | 104                  |
| Kastilien und León (spanisch Castilla y León)                                | Valladolid                                            | Spanisch, Leonesisch, Galicisch       | Ávila, Burgos, León, Palencia, Salamanca, Segovia, Soria, Valladolid, Zamora |       | 94.223 km² (18,6 %)    | 2.370.064 (4,98 %)            | 25,15          | 100                  |
| Kastilien-La Mancha (spanisch Castilla-La Mancha)                            | Toledo                                                | Spanisch                              | Albacete, Ciudad Real, Cuenca, Guadalajara, Toledo                           |       | 79.463 km² (15,7 %)    | 2.052.193 (4,32 %)            | 25,84          | 83                   |
| Katalonien (spanisch Cataluña, katalanisch Catalunya)                        | Barcelona                                             | Spanisch, Katalanisch, Aranesisch     | Barcelona, Girona, Lleida, Tarragona                                         |       | 32.114 km² (6,3 %)     | 7.783.302 (16,35 %)           | 242,42         | 124                  |
| La Rioja                                                                     | Logroño                                               | Spanisch                              | La Rioja                                                                     |       | 05.045 km² (1,0 %)     | 0.319.485 (0,67 %)            | 63,33          | 111                  |
| Madrid (spanisch Comunidad de Madrid)                                        | Madrid                                                | Spanisch                              | Madrid                                                                       |       | 08.028 km² (1,6 %)     | 6.744.456 (14,17 %)           | 840,77         | 136                  |
| Murcia (spanisch Región de Murcia)                                           | Murcia                                                | Spanisch                              | Murcia                                                                       |       | 11.313 km² (2,2 %)     | 1.531.439 (3,22 %)            | 135,37         | 89                   |
| Navarra (spanisch Comunidad Foral de Navarra, baskisch Nafarroa)             | Pamplona                                              | Spanisch, Baskisch                    | Navarra                                                                      |       | 10.391 km² (2,1 %)     | 0.663.612 (1,39 %)            | 63,86          | 132                  |
| Valencia (spanisch Comunidad Valenciana, valencianisch Comunitat Valenciana) | Valencia                                              | Spanisch, Valencianisch (Katalanisch) | Alicante, Castellón, Valencia                                                |       | 23.255 km² (4,6 %)     | 5.090.839 (10,69 %)           | 218,92         | 96                   |
| Ceuta                                                                        |                                                       | Spanisch                              |                                                                              |       | 00.018,5 km² (<0,01 %) | 0.082.566 (0,17 %)            | 4.345,58       | 97                   |
| Melilla                                                                      |                                                       | Spanisch                              |                                                                              |       | 00.012,3 km² (<0,01 %) | 0.085.159 (0,18 %)            | 7.096,58       | 95                   |